# 캠시스
주식회사 캠시스(영어: CAMMSYS)는 스마트폰 카메라의 모듈을 생산 및 판매하는 기업이자 초소형 전기차를 생산 및 판매하는 대한민국의 소규모 자동차 제조사이다.

## 개요
2023년 실적 부담의 원인이던 전기차(EV) 자회사인 바이루트와 쎄보모빌리티를 매각하였다.
갤럭시 S24 울트라, 갤럭시 Z플립 5, 갤럭시 Z폴드 5 등에도 캠시스 카메라 모듈이 탑재되었다.
2023년 행복복권 컨소시엄 중 한 업체가 허위 서류를 제출해 복권 사업 자격을 잃어 계열사이던 행복복권이 청산되었다.

## 생산 차종
- CEVO-C
- CEVO-C SE

### 내용주
1. ↑  쎄보모빌리티의 대표이사를 겸하고 있다.